# Troticus ovalis
Troticus ovalis är en stekelart som först beskrevs av Josef Fahringer 1937.  Troticus ovalis ingår i släktet Troticus och familjen bracksteklar. Inga underarter finns listade i Catalogue of Life.